# AFI百年系列
1998年开始，美国电影学会（AFI）为了庆祝电影诞生100周年，每年都会评选一个美国电影“百年百大……”（AFI 100 Years... series）。

## 百年百大系列：
- 1998年：AFI百年百大電影（AFI's 100 Years... 100 Movies）
- 1999年：AFI百年百大明星（AFI's 100 Years... 100 Stars）
- 2000年：AFI百年百大喜劇電影（AFI's 100 Years... 100 Laughs）
- 2001年：AFI百年百大驚悚電影（AFI's 100 Years... 100 Thrills）
- 2002年：AFI百年百大愛情電影（AFI's 100 Years... 100 Passions）
- 2003年：AFI百年百大英雄與反派（AFI's 100 Years... 100 Heroes and Villains）
- 2004年：AFI百年百大电影歌曲（AFI's 100 Years... 100 Songs）
- 2005年：AFI百年百大电影台词（AFI's 100 Years... 100 Movie Quotes）
- 2005年：AFI百年百大电影配乐（AFI's 100 Years of Film Scores）
- 2006年：AFI百年百大勵志電影（AFI's 100 Years... 100 Cheers）
- 2006年：AFI百年百大歌舞電影（AFI's 100 Years of Musicals）
- 2007年：AFI百年百大電影（十周年版）（AFI's 100 Years... 100 Movies (10th Anniversary Edition)）
- 2008年：AFI百年各類型電影十大佳片（AFI's 10 Top 10）